# منتخب اليابان لكرة الماء للسيدات
منتخب اليابان لكرة الماء للسيدات هو ممثل اليابان الرسمي في المنافسات الدولية في كرة الماء للسيدات.